# Фрай-Хусто-Санта-Мария-дель-Оро
Департамент Фрай-Хусто-Санта-Мария-дель-Оро  (исп. Departamento de Fray Justo Santa María de Oro) — департамент в Аргентине в составе провинции Чако.
Территория — 2205 км². Население — 11826 человек. Плотность населения — 5,40 чел./км².
Административный центр — Санта-Сильвина.

## География
Департамент расположен на юго-западе провинции Чако.
Департамент граничит:
- на севере — с департаментами Досе-де-Октубре, Дос-де-Абриль
- на востоке — с департаментом Майор-Луис-Хорхе-Фонтана
- на юге — с провинцией Санта-Фе
- на западе — с провинцией Сантьяго-дель-Эстеро

## Административное деление
Департамент включает 2 муниципалитета:
- Санта-Сильвина
- Чоротис

## Важнейшие населенные пункты[3]
| № | Населённый пункт | Населённый пункт (исп.) | Категория | Население чел. (2010) | На карте                        |
| - | ---------------- | ----------------------- | --------- | --------------------- | ------------------------------- |
| 1 | Санта-Сильвина   | Santa Sylvina           | город     | 7340                  | 27°49′57″ ю. ш. 61°08′10″ з. д. |
| 2 | Чоротис          | Chorotis                | поселок   | 941                   | 27°54′58″ ю. ш. 61°24′06″ з. д. |
| 3 | Венадос-Грандес  | Venados Grandes         | поселок   | 303                   | 27°48′53″ ю. ш. 61°23′01″ з. д. |